# Alvino Rey
Alvin McBurney (Oakland, California, 1 de julio de 1908 — Salt Lake City, 2 de febrero de 2004), conocido artísticamente como Alvino Rey, fue un músico estadounidense de la era del swing, a menudo acreditado como padre de la pedal steel guitar. Se le asocia principalmente con la música de orquesta y de big band, con el estilo swing y, hacia el final de su carrera con el jazz y la música exótica.

## Primeros años
Nació en la ciudad californiana de Oakland, aunque su familia se trasladó a vivir a Cleveland en Ohio. Desde niño mostraba aptitudes mecánicas y musicales, construyendo su primera radio a los 8 años de edad, siendo uno de los más jóvenes radioaficionados con licencia de país. Su interés por la música se acrecentó cuando le regalaron un banjo el día en que cumplía los diez años. A los 12 años empezó a estudiar guitarra, oyendo las grabaciones de los guitarristas Eddie Lang y Roy Smeck. A los 15 años inventó un amplificador eléctrico para la guitarra, pero no pensó en patentarlo, aunque posteriormente patentó otras versiones. De adolescente, practicó la amplificación acústica de sus instrumentos, empezando con su primer banjo. En 1927 Rey consiguió trabajo tocando el banjo con el líder de banda de Cleveland Ev Jones. Ese mismo año trabajó con Phil Spitalny tocando la guitarra eléctrica en su orquesta, permaneciendo dos años con la formación en Nueva York, mudándose después a San Francisco (California), donde tocó con Horace Heidt. En ese tiempo también estudió guitarra con el artista de vodevil Roy Smeck.

## Carrera musical profesional

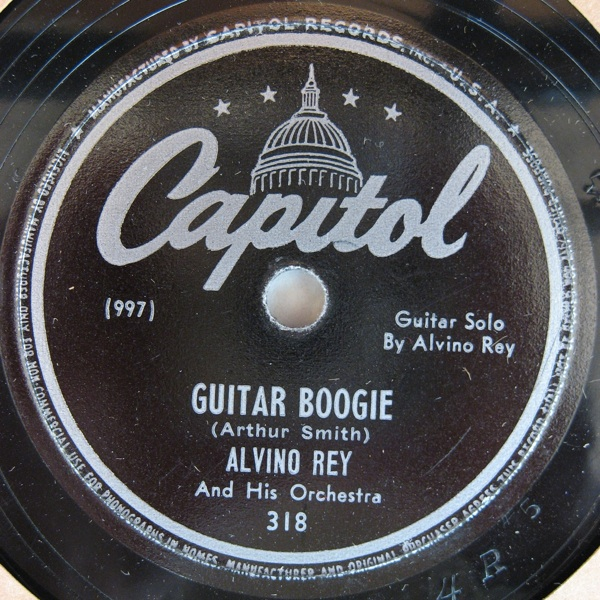
Vinilo de “Guitar Boogie” de Arthur Smith, versión solo de guitarra de Alvino Rey y su orquesta.

### Horace Heidt
Rey tocó en otras bandas, entre ellas las de músicos como Russ Morgan y Freddy Martin. Mientras actuaba con la orquesta de Phiniil Spitalny en Nueva York, cambió su nombre a Alvino Rey a finales de 1929, a fin seguir la corriente de la fiebre que tenía la ciudad por la Música de América Latina. Desde enero de 1932 a inicios de 1939 Alvino tocó la steel guitar y la guitarra española en el grupo de Horace Heidt, Horace Heidt And His Musical Knights. En esta formación se hizo conocido por su sonido único,  llegando a ser uno de los mejor pagados músicos acompañantes del país, gracias al programa radiofónico semanal de Heidt. 
En 1937 conoció a las King Sisters, casándose con Luise, una de las hermanas, en 1937. En 1938 Heidt despidió del grupo a la vocalista Alyce King. Como consecuencia de ello las otras hermanas King también renunciaron, haciendo lo mismo Alvino y el saxofonista Frank DeVol.

### Pionero de los instrumentos electrificados
En la primavera de 1935 a Rey le contrató Gibson Guitar Corporation para producir un prototipo de pastilla con los ingenieros de la compañía Lyon & Healy en Chicago, basada en una desarrollada para su propio banjo. El resultado fue utilizado para fabricar la primera guitarra eléctrica de Gibson, la Gibson ES-150. El prototipo se guarda actualmente en el Museo Experience Music Project de Seattle.  
En 1939 Rey usó un micrófono de carbón de garganta para modular el sonido de su guitarra eléctrica. El micro, desarrollado para los pilotos militares, fue utilizado por la mujer de Rey, que permanecía tras una cortina a la vez que cantaba siguiendo a la guitarra. La novedosa combinación fue llamada "Singing Guitar (Guitarra Cantante)", pero no se desarrolló más. La innovación fue el primer experimento conocido de talk box.

### Orquesta
Rey formó su propio grupo con las King  Sisters (como vocalistas principales) y con Frank DeVol, yendo a trabajar a Los Ángeles. La banda trabajó tres años para la emisora Mutual Broadcasting System, y por la formación pasaron músicos como Johnny Mandel, Paul Fredricks, Skeets Herfurt, Neal Hefti, Dave Tough, Mel Lewis, Don Lamond, Andy Russell, Alfred Burt y tres de los integrantes de la futura sección de saxo de Woody Herman "Four Brothers": Al Cohn, Zoot Sims, y Herbie Steward. Entre los destacados arreglistas que trabajaron con su banda figuran Nelson Riddle, George Handy, Billy May, Ray Conniff, y DeVol. En 1941 el grupo actuó con Dinah Shore en el Teatro Paramount de Nueva York, lo cual acrecentó la fama del mismo.
 Poco después eran uno de los más populares conjuntos del país, con grabaciones en los primeros puestos de las listas y actuando en filmes de Hollywood. En 1942 Rey reorganizó la orquesta, expandiendo la sección de viento metal. Sin embargo, a pesar de su popularidad, la prohibición del Sindicato de Músicos puso fin a sus grabaciones.

### Servicio en la Armada, nueva orquesta y disolución
El veto produjo problemas financieros a la orquesta, debiendo todos trabajar durante la Segunda Guerra Mundial en una fábrica de Lockheed Corporation en Burbank, California, haciendo tareas el mismo Rey como mecánico. En este período la orquesta hubo de disolverse, y en 1944 Rey entró en la Armada de Estados Unidos, donde se ocupó en el desarrollo de equipos de radar, además de dirigir  una banda militar. Tras licenciarse a finales de 1945, formó un nuevo grupo, el cual firmó contrato con Capitol Records, produciendo inmediatamente un éxito - una versión del tema de Slim Gaillard "Cement Mixer". A pesar de ello, el grupo se separó hacia 1950, y Rey siguió dirigiendo bandas, aunque más modestas, a veces trabajando con su cuñado, Buddy Cole, a lo largo de los años cincuenta, principalmente en el área del Sur de California.

### Trabajo con las King Sisters
A finales de los años cincuenta Rey fue director musical de las King Sisters. En 1965 la ABC televisó un especial en el que aparecía la familia King, y que se convirtió en una serie, The King Family Show, emitida a lo largo de cinco temporadas. Rey fue el director musical del show, produciendo a la vez una serie de discos en los cuales se podía escuchar al reparto del programa. Tras ese programa, Rey trabajó en proyectos de música exótica con artistas como Juan García Esquivel y George Cates. Además, cooperó con Jack Costanzo y otros músicos de sesión en el grupo inspirado en Martin Denny, The Surfmen, grabando para Somerset Records. Entre otras actividades, tocó el tema del film The Bat,y siguió actuando en la década de 1980, dirigiendo una orquesta que tocaba en Disneyland todos los años desde la inauguración del parque en 1955.

### Últimos años
A principios de la década de 1990 Rey se mudó con su esposa a Salt Lake City, Utah. Allí formó un cuarteto de jazz que tocaba en algunos clubs locales. La pareja se retiró finalmente en 1994, siendo su última aparición en público ese mismo año, aunque Rey siguió interesado en la música y en la electrónica cumplidos los noventa años, continuando todavía con su actividad de radioaficionado.
En 2004, tras romperse la cadera y sufrir complicaciones como una neumonía y una insuficiencia cardiaca, Alvino Rey falleció en Salt Lake City, en un centro de rehabilitación. Tenía 95 años de edad. Su esposa había fallecido siete años antes. Fue enterrado en el Cementerio Cypress Lawn Memorial Park de Colma (California).
La hija de Rey, Liza Butler, es la madre de Win y William Butler, miembros del grupo canadiense de música indie Arcade Fire.